# آگوست لمن
آگوست لمن (آلمانی: August Lehmann; ۲۶ ژانویهٔ ۱۹۰۹ – ۱۳ سپتامبر ۱۹۷۳) بازیکن فوتبال اهل سوئیس بود.
از باشگاه‌هایی که در آن بازی کرده‌است می‌توان به باشگاه فوتبال زوریخ و باشگاه فوتبال گراس‌هاپر زوریخ اشاره کرد.
وی همچنین در تیم ملی فوتبال سوئیس بازی کرده‌است.